# Bernard Heuvelmans
Bernard Heuvelmans (Le Havre, 10 oktober 1916 - Le Vésinet, 24 augustus 2001) was een Belgisch zoöloog en grondlegger van de cryptozoölogie, de leer van verborgen dieren waarvan het bestaan vermoed kan worden.
Heuvelmans richtte de International Society of Cryptozoology op. Hiervan zou hij tot aan zijn dood de voorzitter blijven. 

## Hergé
Hij was bevriend met Hergé en leverde hem de meeste documentatie voor diens stripalbum  Mannen op de maan. Voor het scenario voor Hergé's stripalbum Raket naar de maan, bedacht hij de zwevende whiskey-bolletjes van kapitein Haddock.  
Hergé verkreeg zijn kennis over de yeti, een mythisch dier dat voorkomt in zijn stripalbum Kuifje in Tibet, uit Heuvelmans boek 'Sur la piste des bêtes oubliées' (In het spoor van de vergeten diersoorten).

## Documentaire Cryptopuzzle
De documentaire Cryptopuzzle (Jacques Mitch, 2001) belicht het leven van Heuvelmans en zijn volgelingen.

## Trivia
- In een aflevering van de succesvolle televisieserie The X-files, "Quagmire", komt een meer voor met de naam Heuvelmans Lake, een verwijzing naar Bernard Heuvelmans.